# エイディ・モヤ
エイディ・モヤ（Eidy Moya、1974年9月4日 - ）は、ベネズエラの元プロボクサー。アンソアテギ州バルセロナ出身。元WBA世界バンタム級王者。

## 来歴

### スーパーフライ級
1994年7月23日、プロデビュー。
1997年9月27日、カラカスのギムナシオ・ホセ・ベラカサでフェリックス・マチャドと対戦し、10回判定負けを喫した。
1998年6月9日、カラカスでWBAフェデボルスーパーフライ級王者のエディソン・トーレスと対戦し、12回判定勝ちを収め王座を獲得した。
1999年3月5日、バルセロナでディエゴ・アンドラーデと対戦し、12回判定勝ちを収め初防衛に成功した。

### バンタム級
2000年12月16日、マラカイで正規王者のポーリー・アヤラの負傷離脱に伴うWBA世界バンタム級暫定王座決定戦をサオヒン・シリタイコンドーと行い、12回3-0（118-111、117-113、117-111）の判定勝ちを収め王座を獲得した。
2001年10月14日、テキサス州マッカレンのラ・ヴィラ・コンベンションセンターでアヤラの王座剥奪に伴うWBA及びIBA世界バンタム級王座決定戦をアダム・バルガスと行い、11回1分21秒KO勝ちを収め両王座を獲得（WBA暫定王座は初防衛と同時に正規王座に認定）した。
2002年4月19日、フレデリックスバーグのファルコーナー・センテレットでジョニー・ブレダルと対戦し、9回2分40秒KO負けを喫し2度目の防衛に失敗、王座から陥落した。

## 獲得タイトル
- WBAフェデボルスーパーフライ級王座
- WBA世界バンタム級暫定王座（防衛1=正規王座昇格）
- IBA世界バンタム級王座
- WBA世界バンタム級王座（防衛0）